# 헬캣츠
헬캣츠(Hellcats)는 2010년 9월 8일부터 2011년 5월 17일까지 The CW에서 방영된 텔레비전 드라마이다.